# Lorenzo Bregno

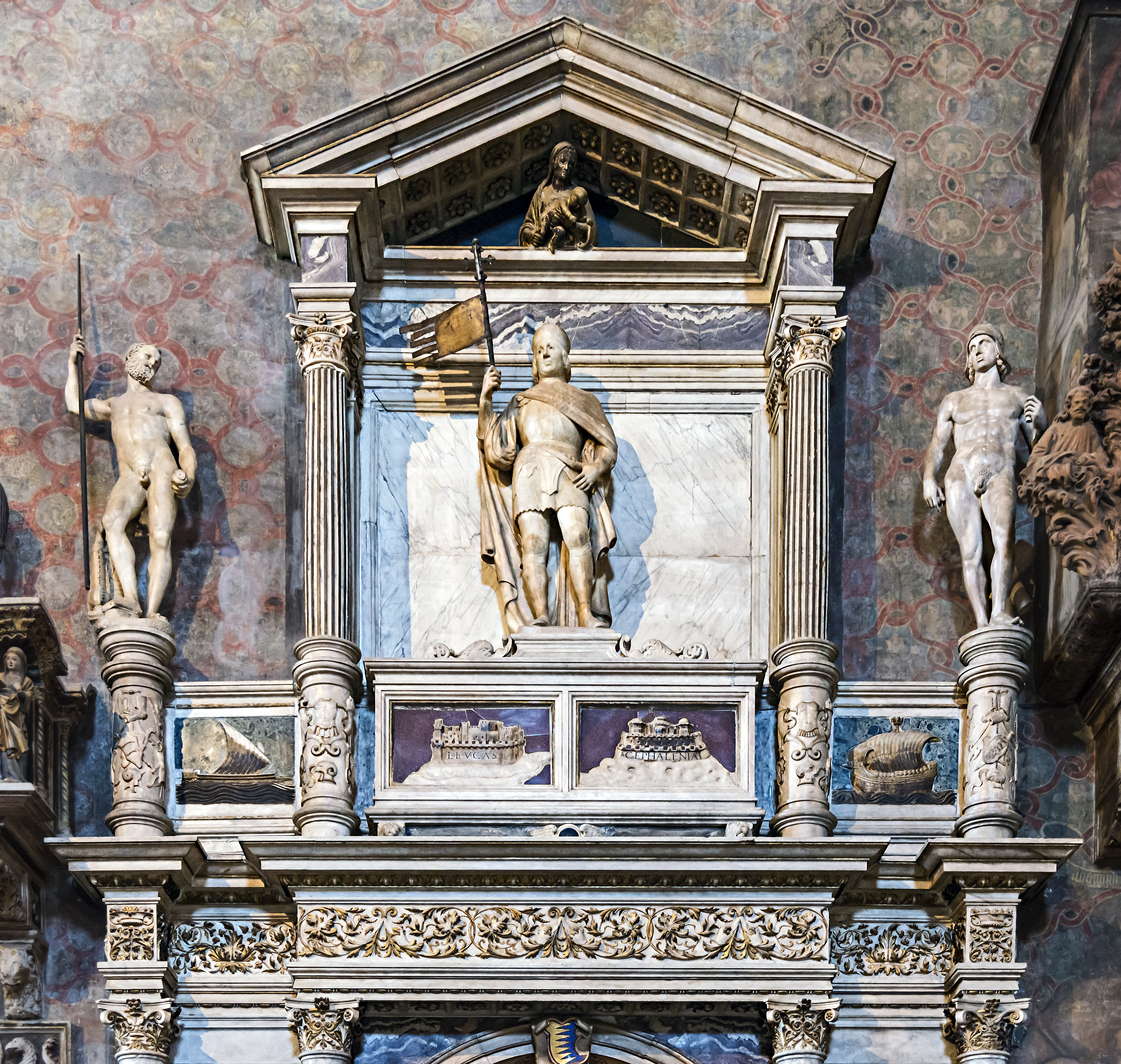
Oberer Teil des Grabmals für Benedetto Pesaro, Frari-Kirche

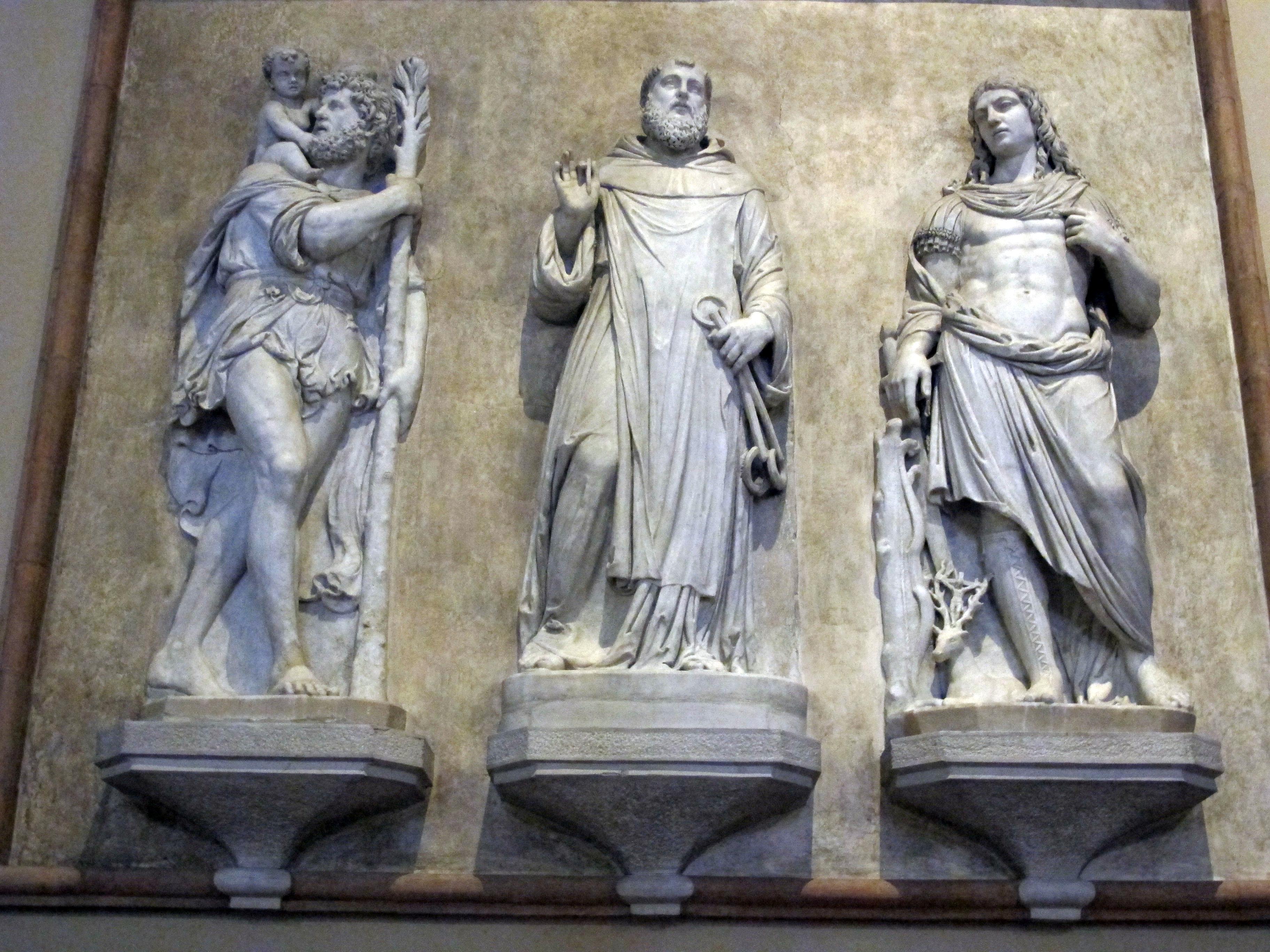
Die Heiligen Christoph, Leonhard und Eustachius, Dom von Cesena

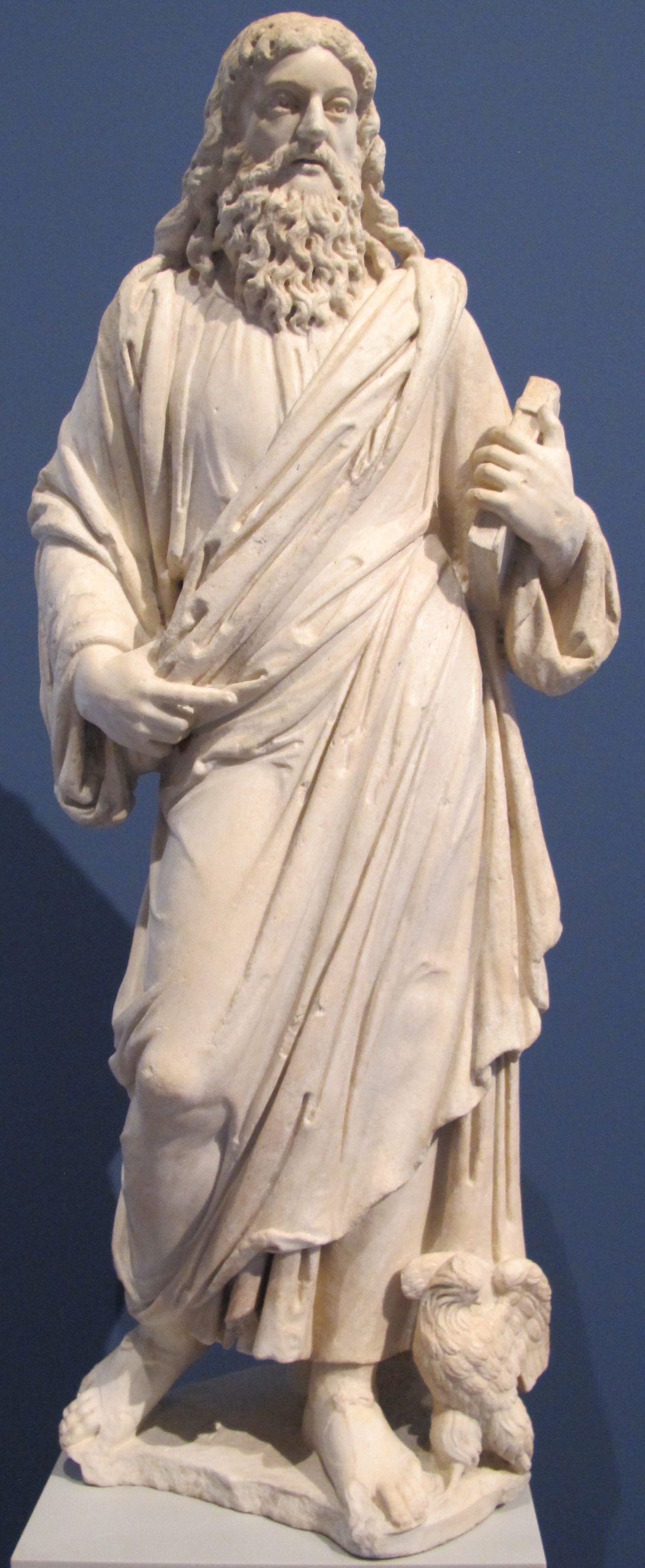
Johannes der Evangelist, Skulpturensammlung und Museum für Byzantinische Kunst zu Berlin

Lorenzo Bregno (* um 1475/1485; † um 1524 in Venedig) war ein italienischer Bildhauer und Architekt der Renaissance.

## Leben und Werk
Lorenzo Bregno gehörte zu der großen Familie Bregno oder Brignoni aus Righeggia bei Osteno am Luganersee. Sein Vater hieß Alberto (oder vielleicht Roberto) und ein älterer Bruder Giovanni Battista (1467/77–1518/20). Die Lebensdaten der Brüder werden verschieden angegeben. Lorenzo Bregno ging wahrscheinlich bereits in Jugendjahren nach Venedig und arbeitete dort als Bildhauer und Architekt. Neben Venedig war er noch auf der Terraferma in Treviso tätig.
Bregno schuf die Grabdenkmäler des venezianischen Admirals Benedetto Pesaro († 1503) und des Melchiorre Trevisan († 1500) in der Basilika Santa Maria Gloriosa dei Frari in Venedig. Das Pesaro-Denkmal dient zugleich als prächtiges Schmuckwerk am Eingang der Sakristei; dieses Monument bietet Werke, die Bregno mit Sicherheit zuzuschreiben sind, wie das Bildnis des Benedetto Pesaro, die Madonna mit dem Kind in der Lünette sowie die lebensgroße Statue des Neptun.
Ab 1507 arbeitete Lorenzo für den Dom von Treviso, wo bereits einer seiner Brüder tätig war. Er schuf die Statue des Heiligen Paulus von Tarsus (1508–1513) und das Flachrelief mit den Vier Evangelisten in den Pendentifs der Kuppel der Kapelle des Allerheiligsten Sakraments (1511–1514). In derselben Kapelle, am Altar des heiligen Antonius, befindet sich heute die Statue des heiligen Sebastian, die bereits auf dem Altar des Heiligen in der Kirche Santa Margherita gestanden hatte und deren Anfertigung Lorenzo Bregno 1515 übertragen worden war (magister Laurentius Bregnonus quondam Ruberti). Der architektonische Teil desselben Altars befindet sich heute in der Kirche San Leonardo, die Flachreliefs (Madonna mit Kind und zwei betenden Engeln) im Szépművészeti Múzeum in Budapest.
Für den Dom von Cesena erhielt er von Vincenzo Toschi den auf die testamentarische Verfügung seines Schwagers Camillo Verardi († 1505) zurückgehenden Auftrag für das Triptychon. Neu zusammengesetzt und in das linke Seitenschiff versetzt, findet sich dort die Darstellung der Heiligen Christophorus, Leonhard und Eustachius. Die mittlere Statue stellt den heiligen Leonhard dar, einen französischen Eremiten, der die Gefangenen beschützt: In der linken Hand hält er die Fesseln der Gefangenen, in der rechten zeigte er einst die Handschellen, die heute verschwunden sind. Die rechte Statue ist die des heiligen Eustachius, eines römischen Ritters, mit einem Reh; links steht die Figur des heiligen Christophorus, erkennbar am Jesuskind, das er auf der Schulter trägt. Die drei Statuen sollen zwischen 1514 und 1517 in Venedig ausgeführt worden sein.
Im Jahr 1516 erhielt Lorenzo Bregno den Auftrag für ein Relief mit dem Wunder des eifersüchtigen Ehemanns für den Sarkophag des Heiligen in der Basilika des Heiligen Antonius in Padua. Zwar wurde der Auftrag 1520 bestätigt, doch 1523 starb der Künstler, bevor er ihn ausführen konnte.
Seine größten Werke schuf Lorenzo Bregno in Venedig. Für den Markusdom schuf er den Kreuzaltar (1518), der, wie üblich, von den Prokuratoren von San Marco de supra in Auftrag gegeben wurde. Für die Kirche Santa Marina schuf er, vielleicht um 1512, drei Statuen für den Hochaltar, von denen Maria Magdalena und Katharina von Siena heute in das Grabmal des Andrea Vendramin von Tullio Lombardo in San Zanipolo integriert sind, während sich die zentrale Statue, die die heilige Marina von Bithynien darstellt, vielleicht im Seminario Patriarcale befindet. Diese Identifikation gilt allerdings als zweifelhaft. Zusammen mit Tullio Lombardo arbeitete Lorenzo am Altar des Heiligen Grabes in der Kirche Santo Sepolcro, der später in die Kirche San Martino übertragen wurde, wo er für den skulpturalen Altaraufsatz mit den Statuen Johannes’ des Täufers und des Simon Petrus sowie für die Lünette mit der Pietà verantwortlich war.
Für die Dreifaltigkeitskirche zu Crema schuf er in Venedig das Grabmal mit der Statue des 1518 verstorbenen Bartolino da Terni, wobei er mit „Laurentius Brenius“ signierte.
Das letzte Werk Lorenzos ist vielleicht der Altar der heiligen Cristina in der Kirche Santa Maria Mater Domini in Venedig, ein Auftrag, der ihm 1524 von Trevisan übertragen wurde. Da er beim Tod des Künstlers noch unvollendet war, wurde er von der Werkstatt unter Mitwirkung von Antonio Minelli aus Padua vollendet; die drei Statuen der Heiligen Andreas, Simon Petrus und Paulus von Tarsus stammen jedoch zweifelsohne von Bregno. Das Grabmal des Bertuccio Lamberti (um 1522) in der Kathedrale von Treviso blieb ebenfalls unvollendet. Das Relief mit der Heimsuchung, das sich früher in der Kirche San Francesco befand, kann ebenfalls ihm zugeschrieben werden.
Im Jahr 1524 verkaufte die Witwe Bregnos, Maddalena, die Werkstatt bei der Kirche San Giovanni Nuovo an Bregnos Schüler Antonio Minello, der seit 1522 in der Stadt lebte.